# Cercle artistique Mánes
Pour les articles homonymes, voir Manes.
Le cercle artistique Mánes (en tchèque : Spolek výtvarných umělců Mánes, abrégé en SVU Mánes) est fondé en 1887 avec l’intention d’organiser des conférences et d’être un lieu de débat sur l’art moderne, autant tchèque qu’international. Il publie le magazine artistique Volné směry (Directions libres) à partir de 1897 et organise des expositions.

## Histoire
Le cercle artistique doit son nom au peintre Josef Mánes. Le premier président en est Mikoláš Aleš, et le premier rédacteur de Volné směry est Luděk Marold.
La première exposition date de 1896 et présente les œuvres de Mikoláš Aleš au salon Topič (Topičův salón).
On lui doit la diffusion, en Bohême, des idées de l’avant-garde artistique de l’époque comme le Jugendstil, la Sécession viennoise, l’impressionnisme française, le cubisme, etc. dans les conférences organisées par les artistes qui reviennent de l’étranger ou les expositions organisées par Mánes.
Ainsi en 1902, Mánes organise l’exposition des sculptures d’Auguste Rodin, en 1904 c’est l’art russe qui est à l’honneur, en 1905 Edvard Munch est exposé pour la première fois à Prague par ses soins, les maîtres impressionnistes français suivent en 1907 avec une affiche conçue par František Kysela (XXIIIe Exposition de la société des artistes tchèques Manes à Prague), sans oublier des expositions thématiques plus restreintes sur la peinture des pays voisins : Allemagne, Pologne, Croatie, Danemark, Royaume-Uni.
En 1946, s'y tient l'exposition L'Art de l'Espagne républicaine avec les artistes espagnols de l'École de Paris (Francisco Bores, Óscar Domínguez, Julio González, Ginés Parra, José Palmeiro, Joaquín Peinado, Pablo Picasso).

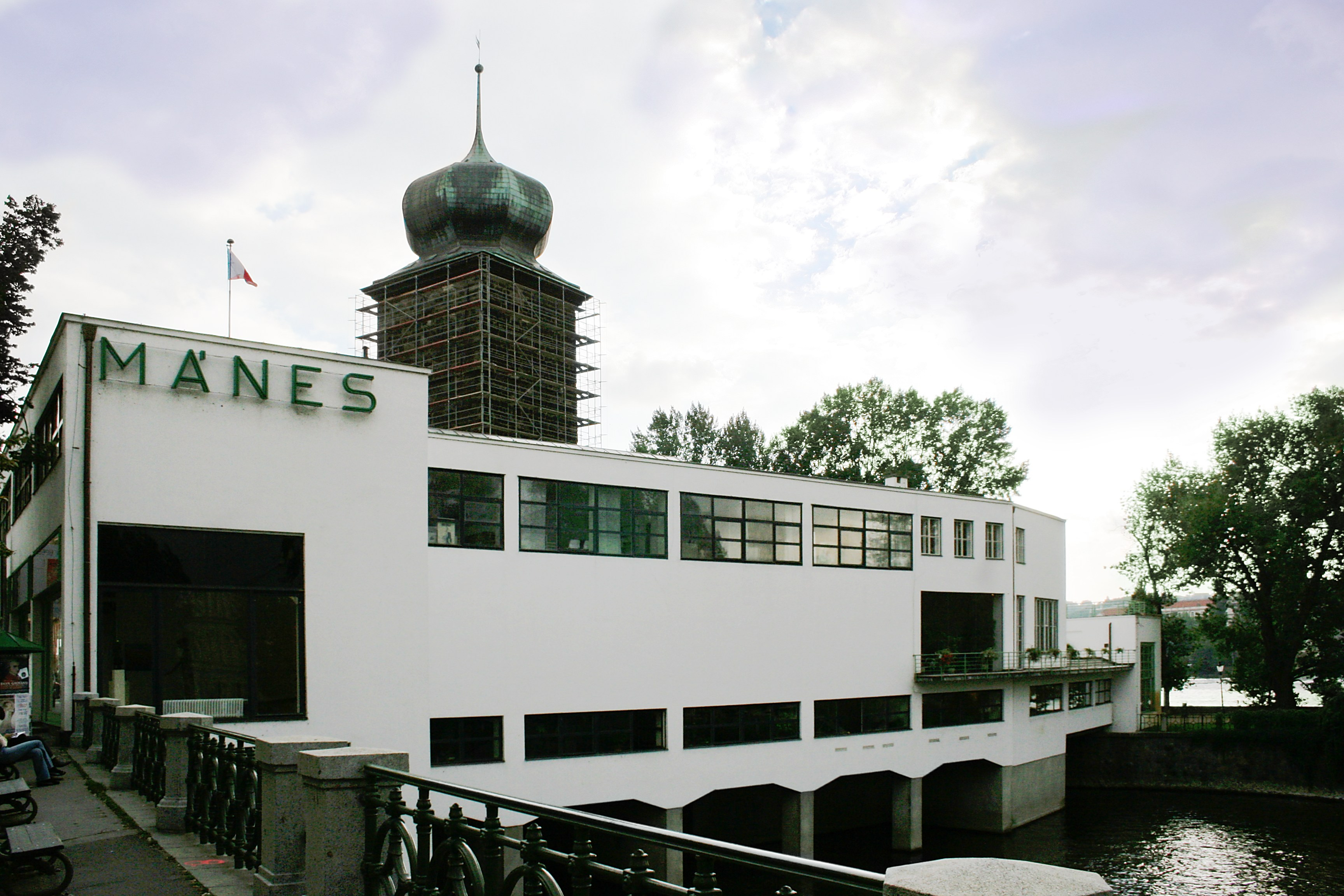
Galerie Mánes.

Le Coup de Prague de février 1948 porte au pouvoir un régime communiste qui met très vite des bâtons dans les roues des activités de Mánes avant de le fermer totalement en 1956 pour fusionner ses activités avec celles des organismes culturels communistes (voir agitprop, réalisme socialiste, art officiel, etc.).

## Galerie du cercle artistique Mánes
Le moulin Štítkovský de Prague est construit sur la Vltava au XIIe siècle et fortifié en 1495 d’une tour, plus tard coiffée d’un typique toit à bulbe baroque. Le moulin sert aussi de château d’eau et approvisionne en eau quatre fontaines de la ville.
À cet endroit, entre 1928 et 1930, le cercle artistique Mánes fait construire un complexe fonctionnaliste avec restaurant, club, salle d’exposition et bureaux de l’association, le tout sur les plans d’Otakar Novotný.
En 1990, après la révolution de Velours, le cercle artistique Mánes se reconstitue et occupe (squatte) les espaces qu’historiquement, il a créé et qui sont désormais propriété du ministère de la Culture tchèque. Cependant, la Fondation pour la culture tchèque (Nadace Český fond umění) locataire officielle des lieux, s’efforce de les récupérer ce qui entraîne un procès qui se conclut au terme de 13 années par une décision de la Cour suprême tchèque en la défaveur de Mánes.
Après s’être un temps appelé Mánes hors Mánes, le 14 septembre 2004, Mánes s’est installé dans des nouveaux locaux, un immeuble, la maison Diamant, icône architecturale du cubisme tchécoslovaque.

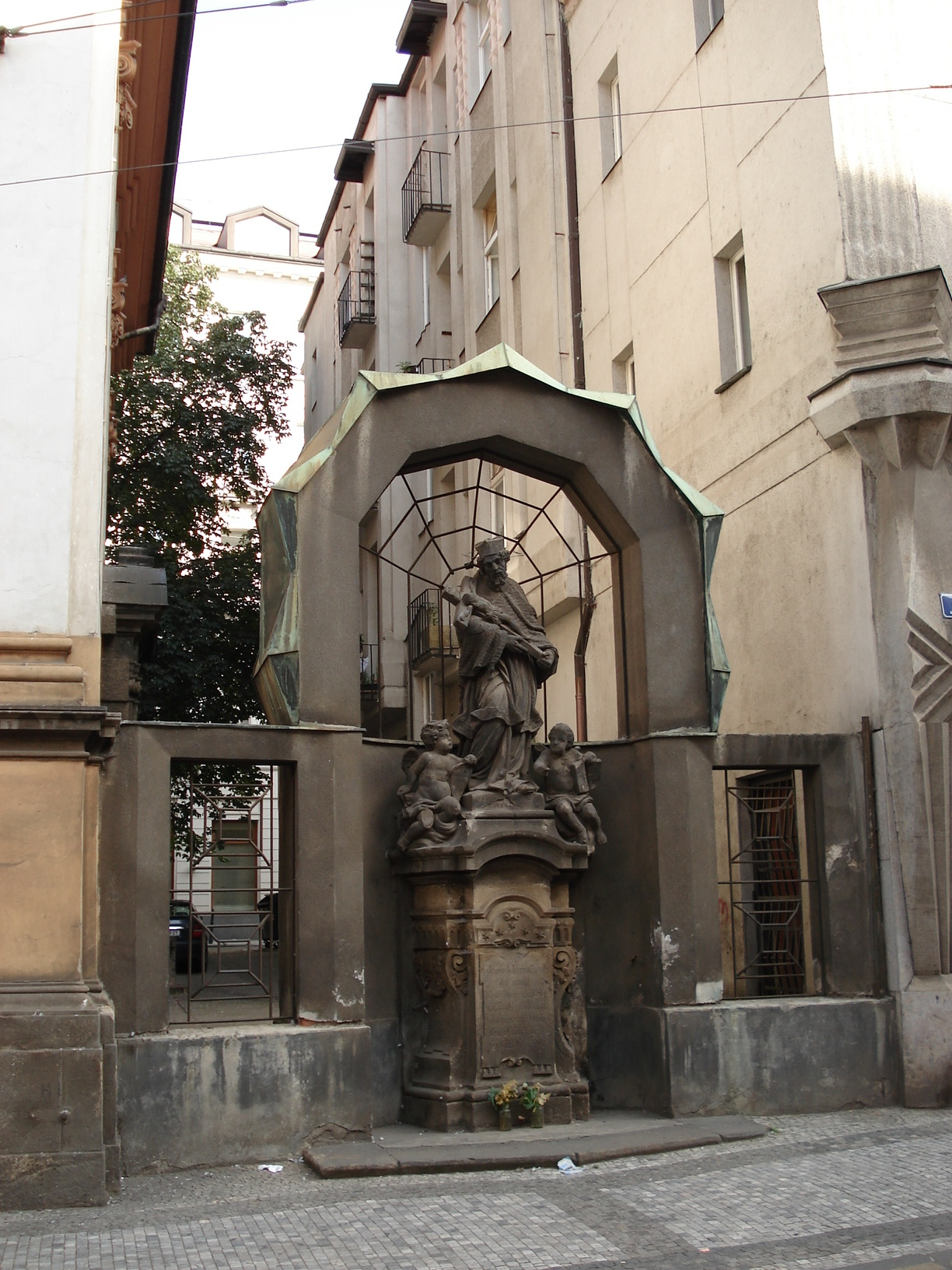
Maison Diamant, portique entourant une statue baroque
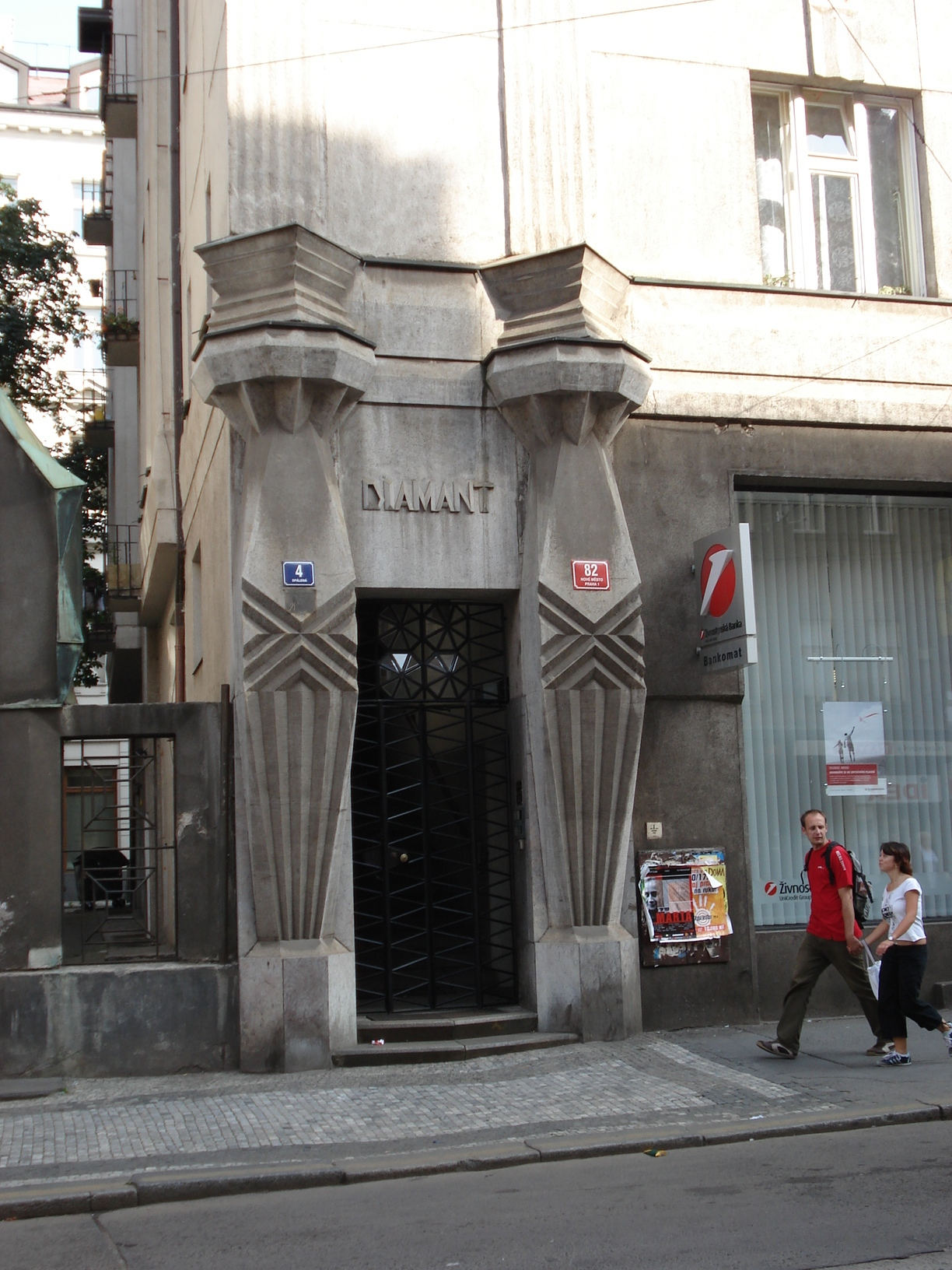
Maison Diamant, entrée
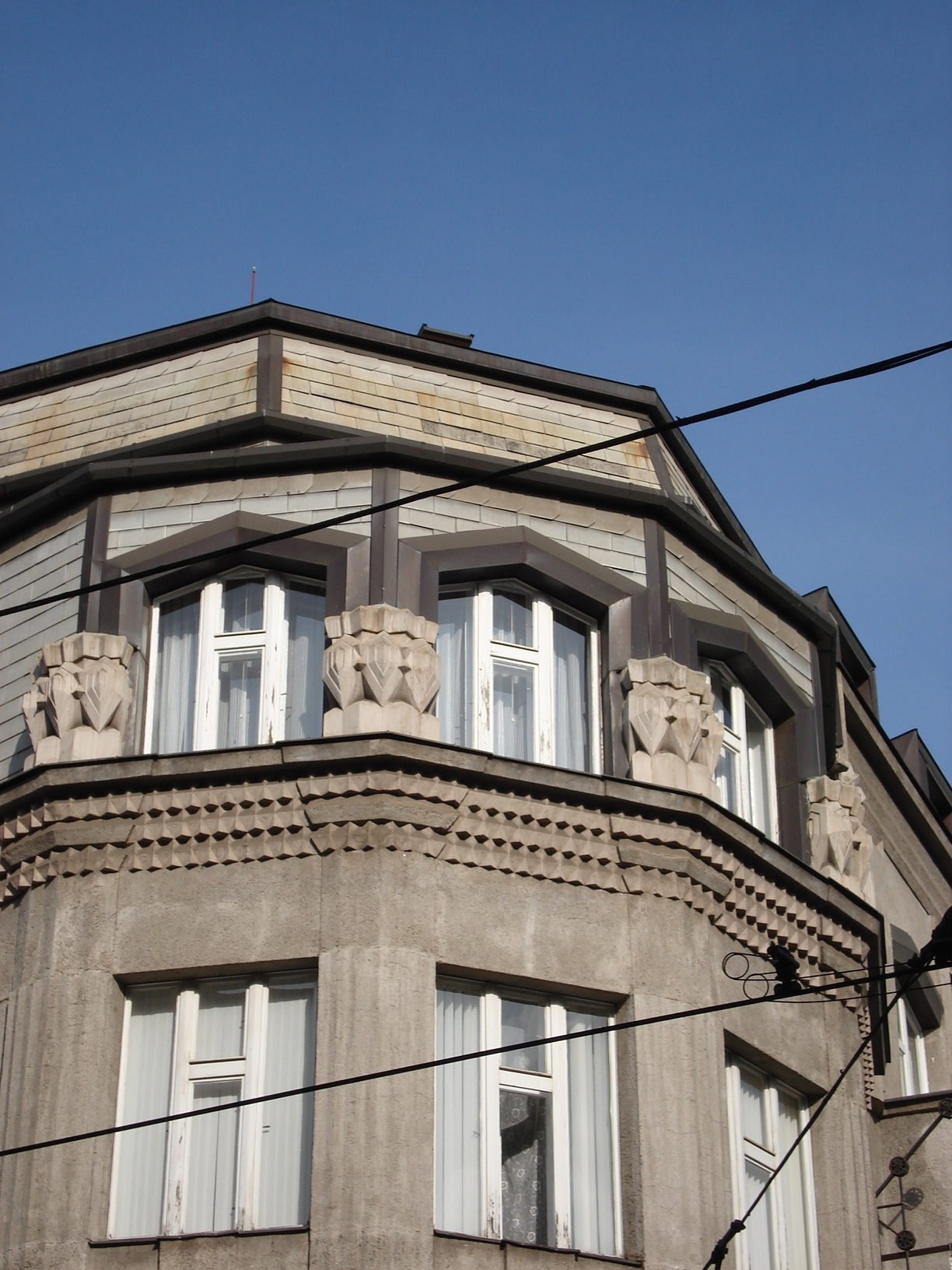
Maison Diamant, fronton d’angle

## Membres
Parmi les membres, citons :
- Mikoláš Aleš, peintre ;
- František Bílek, sculpteur ;
- Josef Čapek, peintre, écrivain ;
- Josef Chochol, architecte ;
- Emil Filla, peintre, sculpteur ;
- Josef Gočár, architecte ;
- Otto Gutfreund, sculpteur ;
- Pavel Janák, architecte ;
- Jan Kotěra, architecte ;
- Otakar Novotný, architecte ;
- Maxmilián Pirner, peintre ;
- Jože Plečnik, architecte ;
- Jan Preisler, peintre ;
- Karel Svolinský, peintre ;
- Max Švabinský, peintre ;
- Jan Švankmajer, cinéaste d’animation ;
- Alois Wachsman, peintre.